# Adam Ashe
Pas d'image ? Cliquez ici

a Compétitions nationales et continentales officielles uniquement.

b Matchs officiels uniquement.
Dernière mise à jour le 24 juillet 2021.
Adam Ashe, né le 24 juillet 1993 à Livingston (Écosse), est un joueur international écossais de rugby à XV évoluant au poste de troisième ligne centre. Il joue au sein de la franchise des Giltinis de Los Angeles en Major League Rugby depuis 2021.

## Biographie
Il a obtenu sa première cape internationale le 28 juin 2014 à l’occasion d’un match contre l'Afrique du Sud à Port Elizabeth, (Afrique du Sud).

## Statistiques en équipe nationale
- 6 sélections (6 fois titulaire)
- Sélections par année : 3 en 2014, 3 en 2015
- Tournoi des Six Nations disputé : 2015